# Christiane Issartel
Christiane Issartel, née à Neuilly-sur-Seine le 17 septembre 1943 et mort le 6 mars 2023 à Bannegon (Cher), est une soprano et metteur en scène française.

## Biographie
Fille de musicien (son père – 1906-1968 – trompettiste durant dix huit années dans les phalanges Pasdeloup et Lamoureux, a joué sous la direction de Willem Mengelberg et Richard Strauss en 1941), elle est dès l’enfance immergée dans un climat artistique et étudie le piano et l’harmonie avec Yvonne Desportes, ainsi que la danse classique avec Janine Schwartz.
Elle découvre sa voix en 1958, travaille avec Georges Jouatte puis Andrée Hauth. Elle entre au Conservatoire national supérieur de musique et de danse de  Paris dans la Classe de chant de Maria Branèze et celle d’Art Lyrique de Louis Musy et Simone Féjard. Elle obtient un 1er Prix de Chant en 1967 et un 1er prix  d’Art Lyrique à l’unanimité (dans La Voix Humaine) en 1969.
Elle débute en 1967 dans le rôle de Marguerite du Faust de Gounod et jusqu’en 1982 aborde les grands rôles de son répertoire – Mimi, Micaëla, Pamina, Eurydice (Gluck), Blanche de la Force, La Voix humaine, La Contessa (Noces de Figaro), Desdemona, Émilie (Les Indes galantes), Giulietta (Les Contes d'Hoffmann), Nancy (Albert Herring), Toinette (Le Chemineau), Didon (Purcell) – sur les principales scènes françaises.
En 1971 elle débute à L’Opéra de Paris dans le rôle de Nella de Gianni Schicchi de Puccini, fait partie de la création française (1972) de Die Frau ohne Schatten de Richard Strauss sous la direction de Karl Böhm. Régulièrement invitée jusqu’en 1979 par Bernard Lefort puis par Rolf Liebermann, elle se produit sous la direction de Georges Prêtre, Georg Solti (pour la mythique production des Noces de Figaro dans la mise en scène de Giorgio Strehler en 1973), Manuel Rosenthal (Moïse et Aaron, Vive Offenbach).
Au concert on l’entend dans un large répertoire allant de Monteverdi à Boulez, y incluant les grandes œuvres des 18e (Baroques avec La Grande Écurie et la Chambre du Roi : direction Jean-Claude Malgoire), 19e et 20e siècles ainsi que de nombreuses créations contemporaines (avec, entre autres, l’Ensemble de L’Itinéraire)… Betsy Jolas, Alain Banquart, Zourachbichvilli, Xavier Darasse…
Elle participe à de nombreux enregistrements (lyrique, musique sacrée, musique de chambre, créations…) pour Radio-France et la Südwestfunk de Cologne.
La mise en scène la passionne. De 1982 à 2002 elle se consacre uniquement à sa carrière de metteur en scène –- abordée dès 1976 –- et réalise une quarantaine de mises en scène d’œuvres de Mozart (Les Noces de Figaro, Don Giovanni, Die Zauberflöte), Wagner (Tristan und Isolde, Parsifal) Richard Strauss (Salomé) Verdi (La traviata, Rigoletto) Puccini (Il Tabarro, Suor Angelica), Massenet (Le Cid, Manon), Delibes (Lakmé), Bizet (Carmen, Les Pêcheurs de perles), A. Thomas (Hamlet), Stravinsky (Le Rossignol), Britten (The Rape of Lucretia, Albert Herring), Ohana (Trois Contes de l’Honorable Fleur)… dont il n’est pas rare qu’elle en signe également certains décors.
De 1988 à 1991 elle est directrice artistique de l’Opéra-théâtre de Metz.
Christiane Issartel a commencé à enseigner dès 1983 comme professeur d’Art lyrique intérimaire  à L’École nationale de L’Opéra de Paris. En 1986, 1987, 1988 et 1996, elle est sollicitée pour la même discipline au CNSM de Paris. De 1996 à 2001, elle est professeur de Chant au CNR de Bordeaux et de 1996 à 2008 dans les Conservatoires de la ville de Paris.
Elle décède le 6 mars 2023 à Bannegon, près de Bourges.

## Récompenses et distinctions
- Au CNSM de Paris 1re médaille de formation musicale 1965, 1er Prix de Chant 1967, 1er Prix d’art lyrique 1969.
- Médaille de la ville du Concours international de Toulouse 1969.
- 2e Prix du Concours international de Bois-le-Duc (Pays-Bas) 1970.

## Enregistrements
- Robert Schumann : Spanisches Liederspiel op.74 et Minnespiel op. 101 avec le Quatuor vocal français, Arion 1977.
- Pour TF1 elle cosigne avec Claude Imbert deux émissions de fiction sur les grands mythes européens : « À la recherche de la Dame aux Camélias » (1979) et « Feu Don Juan » (1980).

## Publications
- Les Dames aux Camélias, Le Chêne-Hachette 1981
- Tristan… Thème et Variations, Bleu Nuit éditeur 2015